# Antoine Maxime Monsaldy
Antoine Maxime Monsaldy, pseudonyme de Rieul Monsaldy, né le 15 avril 1768 à Paris et mort dans la même ville le 3 janvier 1816, est un dessinateur et graveur français.

## Biographie
Son père, Jacques André Monsaldy, est bedeau de Saint-Ménard puis garçon de bureau du comité de bienfaisance de la section du Finistère. Graveur en taille douce et dessinateur, Monsaldy est surtout connu pour sa production datant des périodes du Directoire et du Consulat.
Il a réalisé des compositions patriotiques (Le Triomphe des Armées françaises, La Liberté de l'Italie, dédiée aux hommes libres, Composition symbolique à la Gloire des Armées, etc.), des reproductions artistiques (vues des Expositions et Salons des ans VI à XII) et des portraits (le duc de La Rochefoucauld-Liancourt, le général Louis Charles Antoine Desaix, Joseph Fouché, Louis XVIII).
Il est aussi l’auteur des planches d’illustration des Nouveaux mélanges de poésie et de littérature du fabuliste Jean-Pierre Claris de Florian.
Il se marie d'abord avec Marguerite Adélaïde Aubry, dont il a une fille Félicie Fournier, qui devient graveuse; il se remarie en 1807 avec Marie Charlotte Massinot.

## Œuvres de Monsaldy

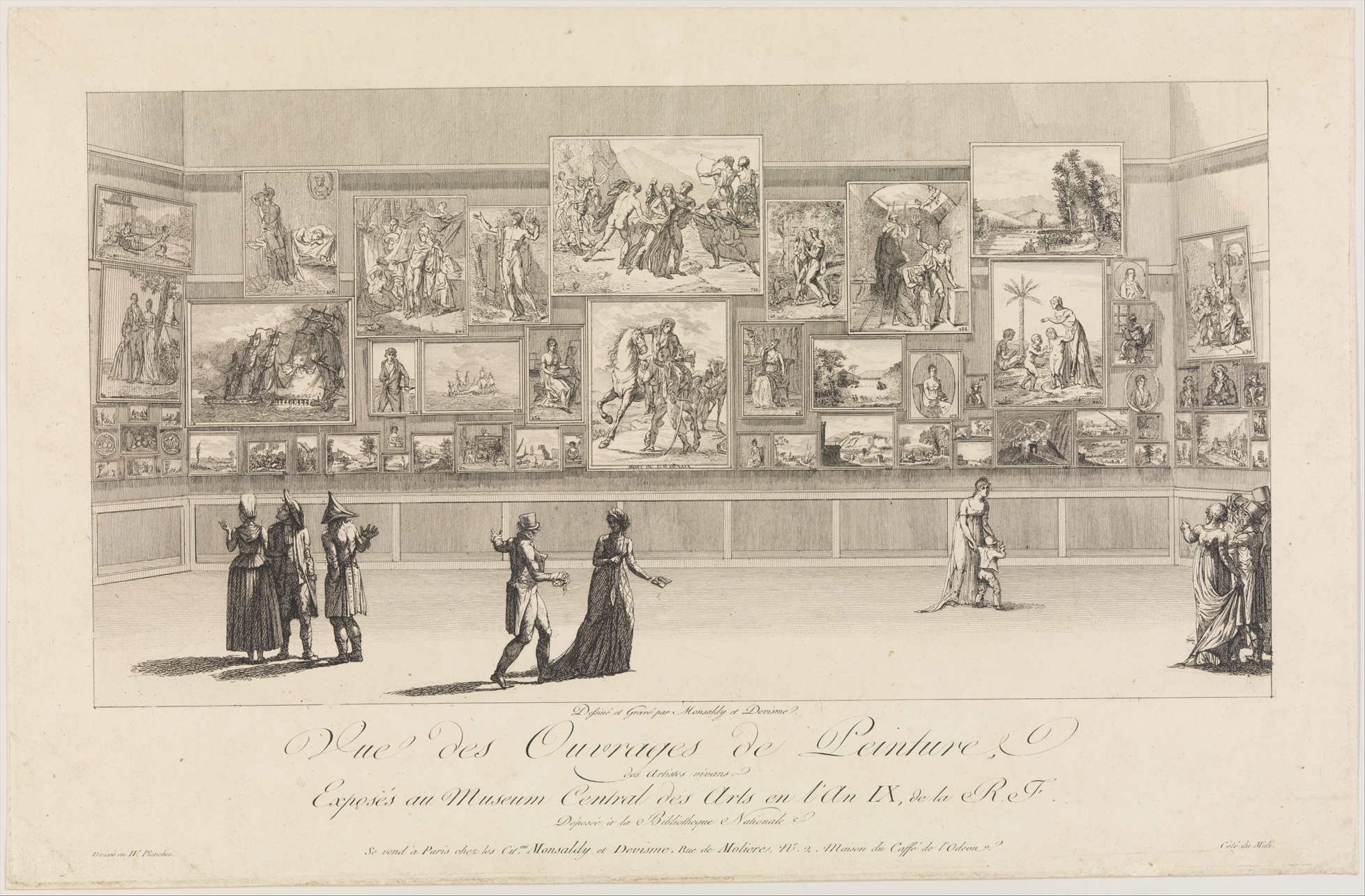
Vue des Ouvrages de Peinture (1801), New York, Metropolitan Museum of Art.
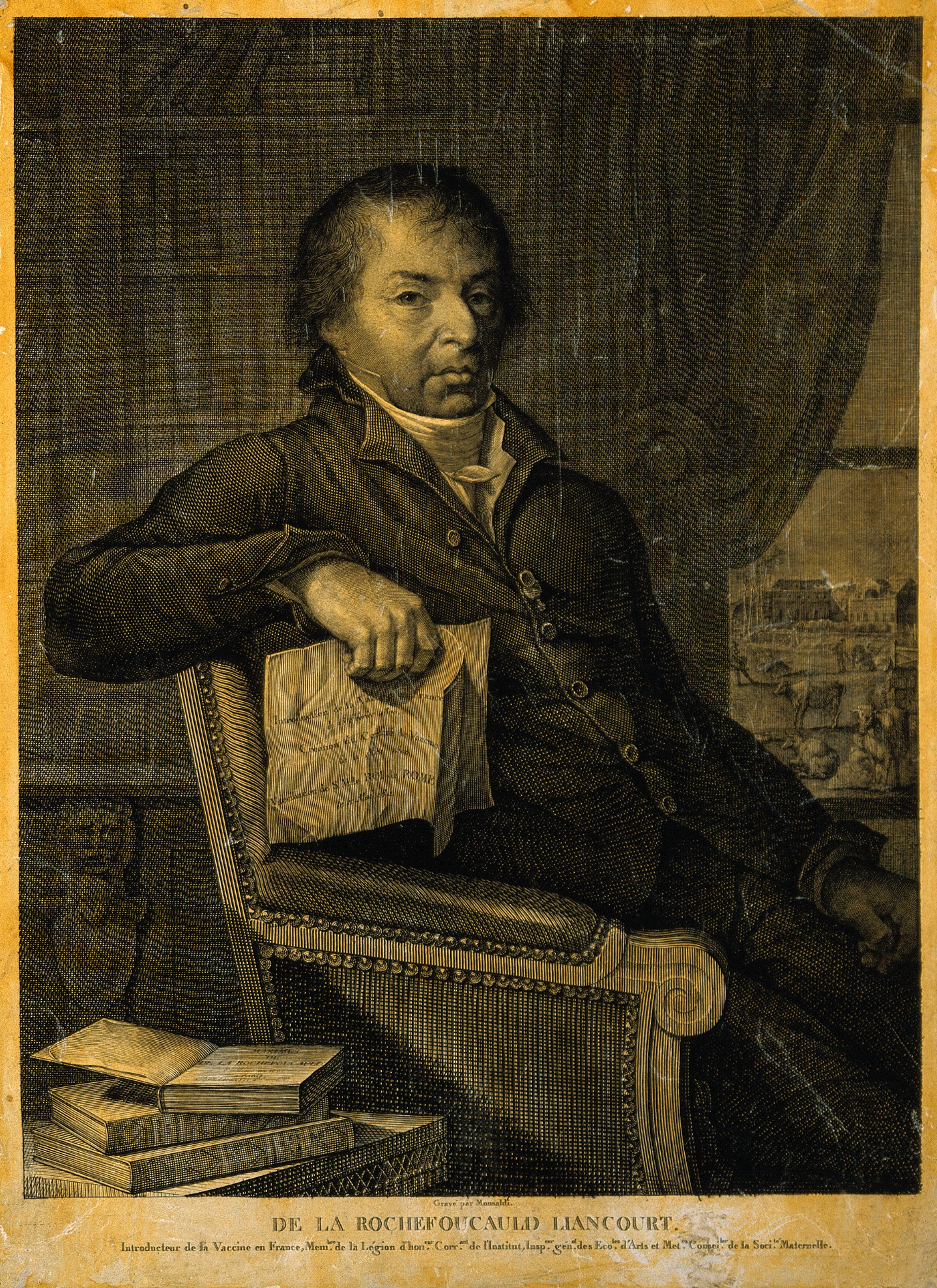
Portrait du duc François Alexandre Frédéric de La Rochefoucauld-Liancourt.